# Al-Qassim
Al-Qassim (arabisch القاسم, DMG al-Qasim), auf aramäisch Sura, ist eine Stadt im Gouvernement Babil des Iraks.

## Lage
Al-Qassim liegt direkt im Tal am Euphrat und befindet sich 20 m über den Meeresspiegel. Der Ort ist 27 km von Babil entfernt und liegt etwa 105 km südlich von Bagdad.

## Bevölkerung
Nach der letzten offiziellen Volkszählung 1965 betrug die Einwohnerzahl 7.436. Im Jahr 2012 wurden 38.824 Einwohner gezählt.
Die Bevölkerung des Ortes besteht hauptsächlich aus schiitischen Arabern.

## Einrichtungen
In al-Qassim gibt es eine Universität für Agrarwissenschaften.